# Stadtallendorf
Stadtallendorf er en by i Landkreis Marburg-Biedenkopf  i den tyske delstat Hessen, 18 Kilometer øst for Marburg.

## Geografi
Stadtallendorf ligger geologisk og landskabsmæssigt i den Vesthessiske lavning (de). Byen ligger i  denne henseende på Oberhessischen Schwelle, der deler  Amöneburgerbæknet  mod vest fra  Schwalmbebæknet mod øst. Her ligger også  i den nordøstlige del, højdedraget  Neustädter Sattel der er en del af Rhinen-Weser-vandskellet
På et areal af  78,3 kvadratkilometer lever omkring 21.600 mennesker. Den største udstrækning i nord-sydlig retning er  17,5 km, og øst-vestlig er det  10,38 km. Det højeste punkt er Kohlkopf im Wald ved Wolferode (371 moh.), og det laveste punkt er ved floden  Ohm ved Schweinsberg med 200 moh. Hovedbyen ligger omkring  250 moh..
Gennem Stadtallendorf og kommunen løber flere bække, der for de fleste løber ud i Ohm der i området kun løber i udkanten af  (Schweinsberg). I kommunens område er også udspringet  til  Wiera, dere løber ud i  Schwalm og som ligger i  Weser s afvandingsområde.  Rhein-Weser-vandskellet ligger nær kommunegrænsen til  Neustadt.

### Nabokommuner
Stadtallendorf grænser mod nord til byen  Rauschenberg (Landkreis Marburg-Biedenkopf) og kommunen Gilserberg (Schwalm-Eder-Kreis), mod øst til kommunen Neustadt, mod sydøst til byen  Kirtorf, mod syd til byen  Homberg (Ohm) (begge i Vogelsbergkreis), samt mod vest til byerne  Amöneburg og Kirchhain (begge i Landkreis Marburg-Biedenkopf).

### Inddeling
- Hovedbyen Stadtallendorf Kernstadt (omkring 16.900 indbyggere)
- Niederklein (omkring 1.700 Einwohner)
- Schweinsberg (an der Ohm) (omkring 1.100 indbyggere)
- Erksdorf,  (omkring 950 indbyggere)
- Hatzbach (omkring 550 indbyggere)
- Wolferode (omkring 450 indbyggere)

- Niederklein
- Erksdorf
- Hatzbach
- Wolferode